# Đèo Cà Đáo
Đèo Cà Đáo là đèo trên quốc lộ 24B ở huyện Sơn Hà tỉnh Quảng Ngãi, Việt Nam . Tên đèo còn được viết là Kà Đáo .

## Vị trí
Đèo Cà Đáo trên quốc lộ 24B ở vùng giáp ranh thị trấn Di Lăng và xã Sơn Thành huyện Sơn Hà tỉnh Quảng Ngãi.
Đèo được đặt tên theo làng Cà Đáo xã Sơn Thành, làng ở cách đỉnh đèo cỡ 1,5 km về phía đông.
Đoạn quốc lộ 24B trước đây là "đường tỉnh 623", nối từ ngã ba  thị trấn Sơn Tịnh 15°09′04″B 108°47′48″Đ / 15,15104°B 108,796732°Đ trên Quốc lộ 1, qua thị trấn Di Lăng 15°02′21″B 108°28′18″Đ / 15,039116°B 108,471744°Đ nối tới quốc lộ 24 ở làng Trui xã Ba Tiêu huyện Ba Tơ .